# 물병자리 88
물병자리 88은 물병자리 방향에 있는 항성이다. ‘88’은 플램스티드 명명법에 따른 표기이다. 바이어 명명법으로는 물병자리 c2로 읽는다. 이 별의 겉보기 등급은 +3.68로 밤하늘에서 맨눈으로 볼 수 있다. 시차 자료에 따르면 이 별까지의 거리는 약 271광년이다.
물병자리 88의 스펙트럼상 이 별은 항성진화 과정에서 중심핵의 수소를 모두 태우고 거성 단계로 진입했다. 분광형은 K1 III으로 유효 온도는 4430 켈빈이며 이 정도 온도는 우리 눈에 오렌지색으로 보인다. 물병자리 88의 각지름은 3.24 ± 0.20 밀리초각으로 별까지의 거리로 계산하면 물병자리 88의 크기는 태양 지름의 약 29배이다.